# Liariis
Liariis (Liariis in friulano standard, Liaries in friulano carnico) è una frazione del comune di Ovaro (UD). Si trova a 695 m in Val Degano, alla sinistra orografica del torrente, alle falde del Monte Zoncolan (1.750 m). In paese si trova la chiesa di San Vito, citata per la prima volta nel 1342. Poco fuori dal centro abitato, sulla strada di collegamento con il capoluogo Ovaro, si trova la chiesetta della Madonna del Carmine.